# Tulasnella tomaculum
Tulasnella tomaculum é uma espécie de fungo pertencente à família Tulasnellaceae.